# Rudolf Schwarz (architetto)
Rudolf Schwarz (Strasburgo, 15 maggio 1897 – Colonia, 3 aprile 1961) è stato un architetto tedesco.

## Biografia
Specializzato in architettura sacra, si pose in contrasto con le tendenze del tempo che si rifacevano all'architettura medievale, e sposò invece uno stile semplice, a tratti essenziale, che poneva anche simbolicamente in correlazione forma e funzione liturgica.
Dopo gli studi, la prima commissione importante fu la chiesa del Fronleichnam ("Corpus Domini") di Aquisgrana. Ebbe un ruolo importante nella ricostruzione post-bellica di Colonia.